# Ian Morris
Ian Morris (Siparia, 30 novembre 1961) è un ex velocista trinidadiano.

## Biografia
Correva i 200 m piani, i 400 m piani e la staffetta 4x400 m, oltre a qualche comparsa negli 800 m piani.
Da ragazzo giocava a calcio, poi iniziò a praticare atletica leggera all'età di 23 anni. La sua prima stagione lo vide ottenere un primato di 45.1. Nel 1987 si iscrisse ai 400 m piani ed agli 800 m piani ai mondiali indoor di Indianapolis, sperando di poter ripetere al coperto l'impresa olimpica di Alberto Juantorena a Montréal 1976, ma fu eliminato in batteria negli 800 e mancò di poco la medaglia nei 400. L'anno dopo, alle Olimpiadi di Seul, arrivò settimo nei 400. L'anno dopo conquistò una medaglia, l'argento ai mondiali indoor di Budapest. Nel 1991 partecipò alla rassegna iridata a Tokyo, finendo sesto nei 400. Nella stessa specialità, a Barcellona 1992, si qualificò per la finale, ma finì fuori dal podio per un solo centesimo in una gara in cui Quincy Watts batté il record olimpico, mentre nella staffetta 4x400 non andò oltre il settimo posto. Dopo il ritiro, è diventato un membro del Comitato Olimpico di Trinidad e Tobago.
Detiene il primato nazionale di Trinidad e Tobago dei 400, stabilito in semifinale alle Olimpiadi del 1992 con 44.21. Esso è il ventesimo tempo di sempre su tale distanza all'aperto.